# Mesoregione Metropolitana de São Paulo
Metropolitana de São Paulo era una mesoregione dello Stato di San Paolo, in Brasile.

## Microregioni
Comprende 7 microregioni:
- Franco da Rocha
- Guarulhos
- Itapecerica da Serra
- Mogi das Cruzes
- Osasco
- Santos
- San Paolo

| Controllo di autorità | VIAF (EN) 315151455 |